# Bou (Loiret)
Cet article concerne la commune française du département du Loiret. Pour les villages du Burkina Faso, voir Bou et Bougla-Kino.
Pour les articles homonymes, voir Bou.
Ne doit pas être confondu avec Boult.
Bou est une commune française située dans le département du Loiret en région Centre-Val de Loire. Elle est située dans le périmètre de la région naturelle du Val de Loire inscrit au patrimoine mondial de l'UNESCO.
Ses habitants sont appelés les Boumiens et Boumiennes.

## Géographie

### Localisation

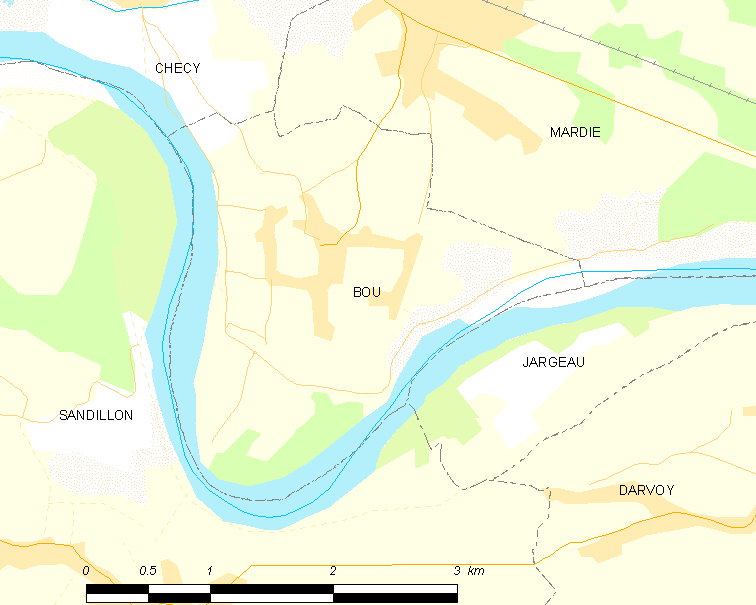
Carte de la commune de Bou et des communes limitrophes

La commune de Bou se trouve dans le centre du département du Loiret, dans une boucle de la Loire, dans la région agricole du Val de Loire et l'aire urbaine d'Orléans. À vol d'oiseau, elle se situe à 11,0 km d'Orléans, préfecture du département, et à 2,7 km de Chécy, ancien chef-lieu du canton dont dépendait la commune avant mars 2015. La commune fait partie du bassin de vie d'Orléans.
Les communes les plus proches sont : Mardié (1,6 km), Chécy (2,7 km), Sandillon (3,2 km), Darvoy (3,9 km), Combleux (5,2 km), Jargeau (5,5 km), Saint-Denis-de-l'Hôtel (5,9 km), Donnery (6,3 km), Férolles (6,3 km) et Saint-Denis-en-Val (6,9 km).
| Chécy     |          | Mardié  |
|           | Bou      |         |
| Sandillon | La Loire | Jargeau |

### Reliefs et paysages
Encerclé par le fleuve royal et les communes de Mardié et Chécy, le village est assez isolé du reste de l'agglomération orléanaise, à laquelle il appartient. Il est situé dans une zone plane et constitué principalement de champs. On trouve néanmoins une petite forêt au sud de la commune, le long du fleuve.

### Lieux-dits et écarts

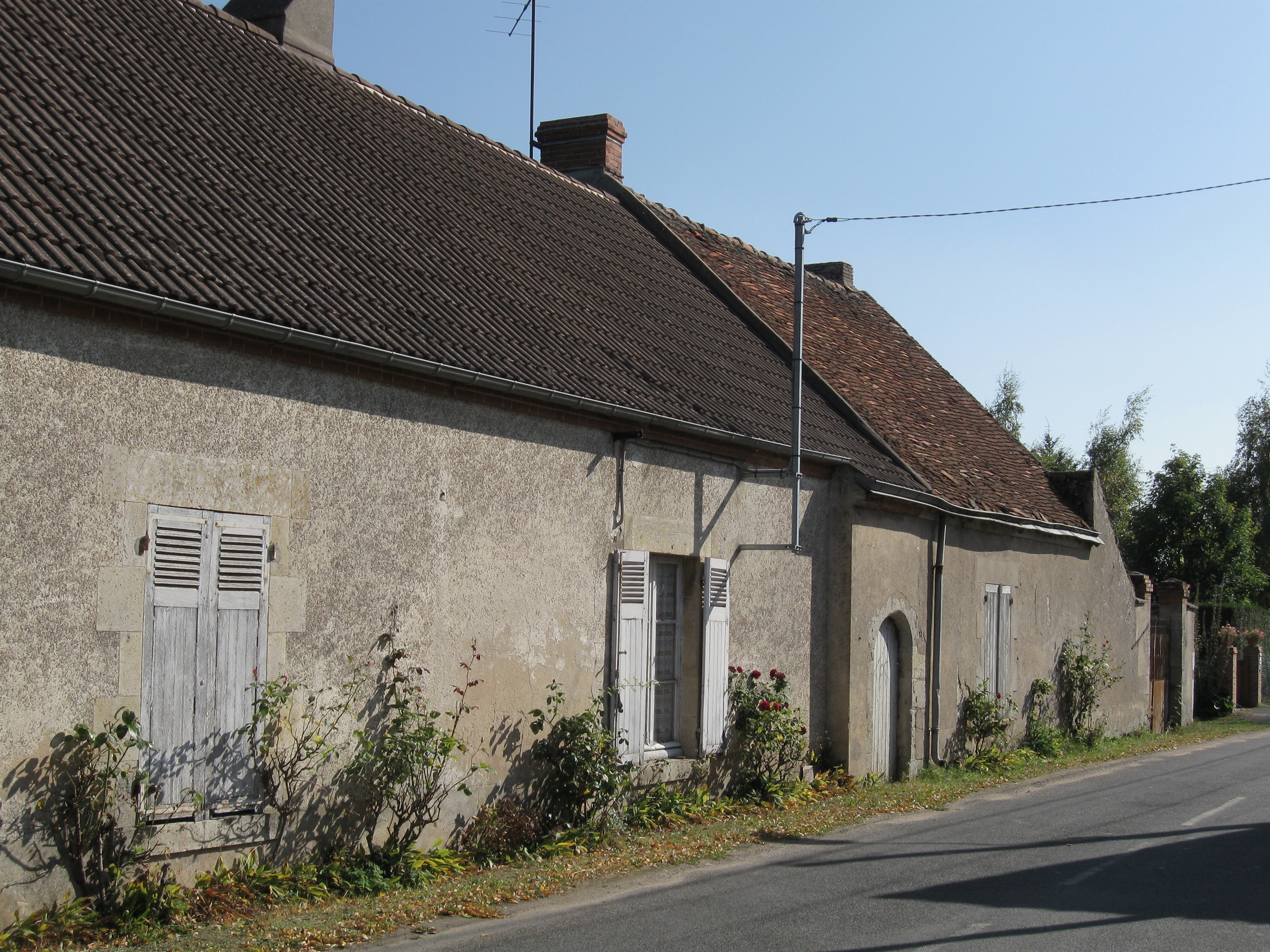
La rue d'Albœuf.

Outre le bourg du village situé au centre de la boucle de la Loire, on trouve plusieurs quartiers : La Petite Levée, à l'est, comprend toutes les maisons installées le long de la rue du même nom. Cette rue rejoint la levée de la Loire et la Binette ; Albœuf, à l'ouest, désigne l'écart où sont regroupées plusieurs maisons le long de la rue du même nom ; Le Carrefour, au sud, est à l'intersection de la Grand Rue et de la rue du Saumon.
Parmi les autres lieux-dits, on peut citer : les Azins ; la Hainaude ; les Thiertes ; le Port ; Bondifer ; les Fosses-Nées ; le Chillou ; le Clos-Massias ; le Crochet ; les Varennes ; Saint-Marc ; la Rue-Basse ; le Caslin ; le Grand-Barbou ; les Boutrouilleries ; la Tribardière ; les Bordes ; l'Orme-aux-Cochons et la rue du puits de l'orme.

### Voies de communication et transports

#### Transport routier

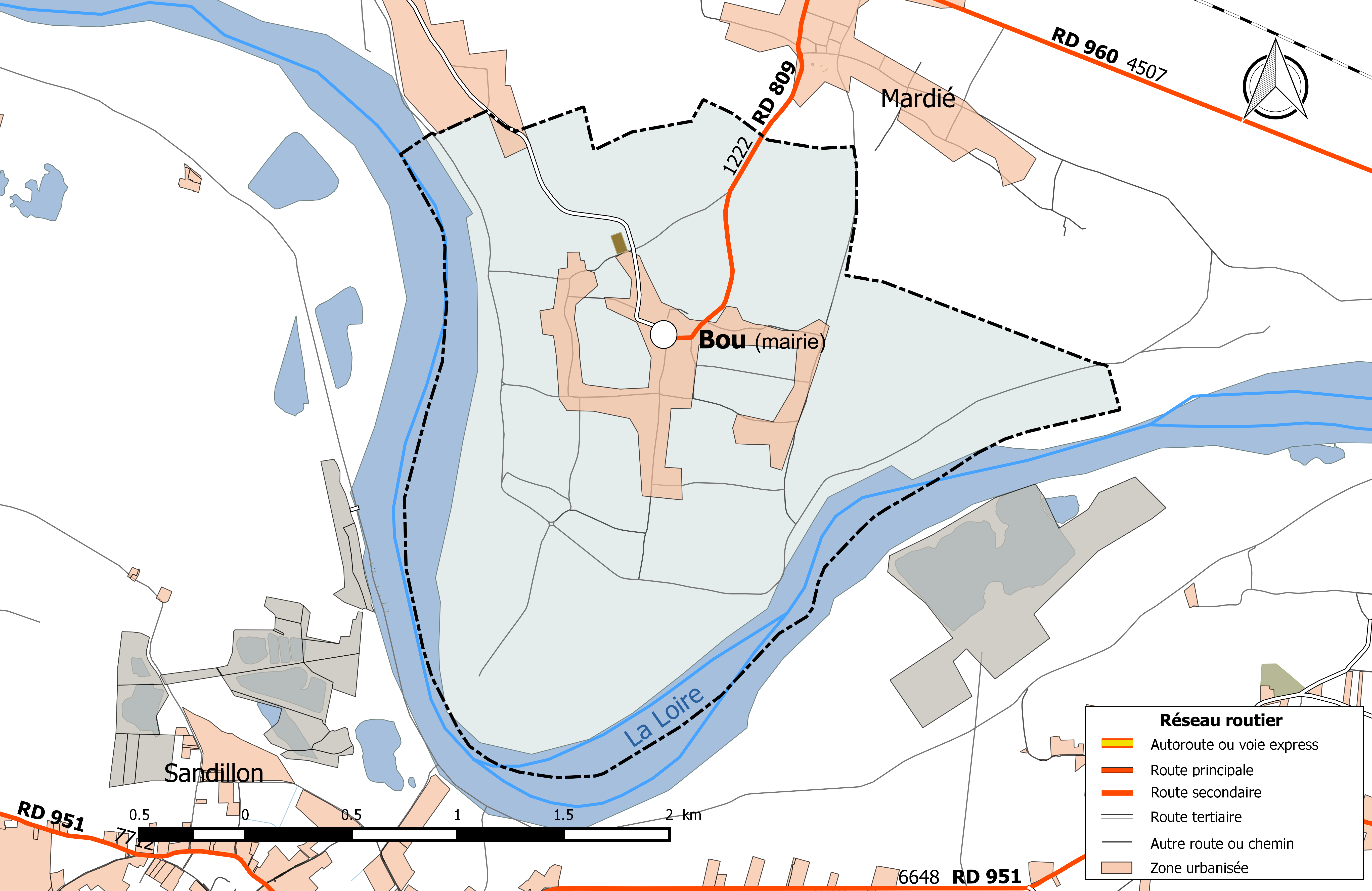
Réseau routier principal de la commune de Bou (avec indication du trafic routier 2014).

Partant du bourg, la route départementale 809 traverse les champs situés au nord, pour rejoindre la commune de Mardié. En 2014, elle supportait un trafic de 1 222 véhicules/jour. 

Une route, interdite à la circulation, située sur la levée de la Loire, contourne le village par le sud ; elle se poursuit le long de la Loire par un chemin de grande randonnée qui rejoint Saint-Denis-de-l'Hôtel vers l'est, ou Chécy vers le nord-ouest.

#### Transport fluvial

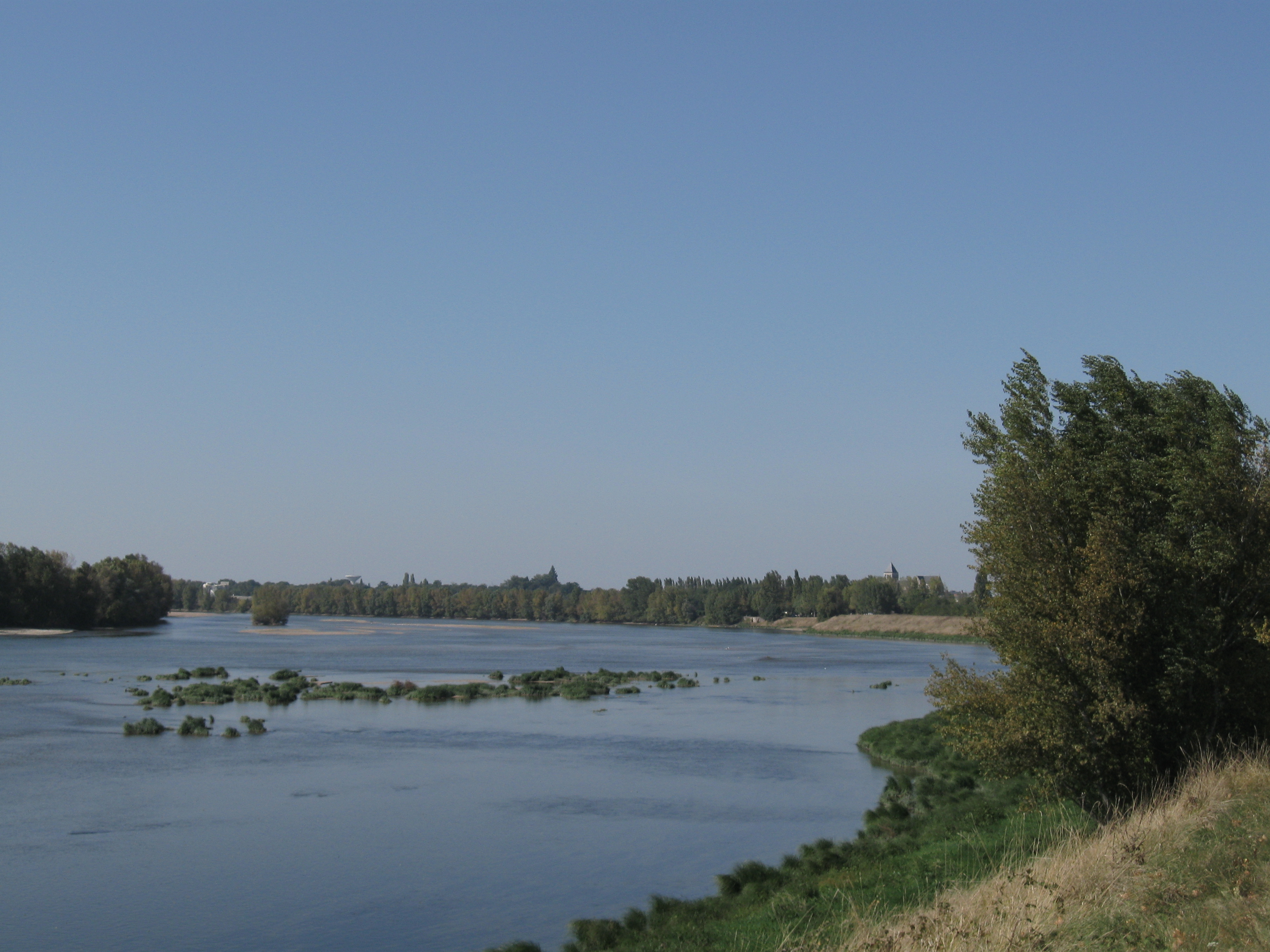
La Loire à Bou.

Bou est situé à proximité immédiate de la Loire, mais ne possède pas de port véritable. Quelques lieux situés sur la levée de la Loire ont été aménagés afin de permettre aux bateaux d'accoster, notamment au lieu-dit la Binette. 

Sinon les rives sont restées à l'état naturel. La commune de Bou n'a jamais constitué un point de passage important de navires, la navigation y étant difficile du fait du coude important que décrit la Loire à cet endroit.

#### Transports en commun
Du fait de son appartenance à Orléans Métropole, Bou est desservi par les transports de l'agglomération orléanaise. La ligne 8 se termine sur la place du bourg. Toutes les 30 minutes, elle permet une correspondance directe vers Mardié, Chécy et Saint-Jean-de-Braye. Au terminus ouest, les usagers peuvent emprunter la ligne B du tramway d'Orléans.

### Risques naturels et technologiques majeurs
La commune de Bou est vulnérable à différents aléas naturels : inondations (par débordement de la Loire ou de ruisseaux), climatiques (hiver exceptionnel ou canicule), mouvements de terrains ou sismique. 
Entre 1999 et 2016, deux arrêtés ministériels portant ou ayant porté reconnaissance de catastrophe naturelle ont été pris pour le territoire de la commune de Bou pour des inondations et coulées de boue.

#### Risque d'inondation

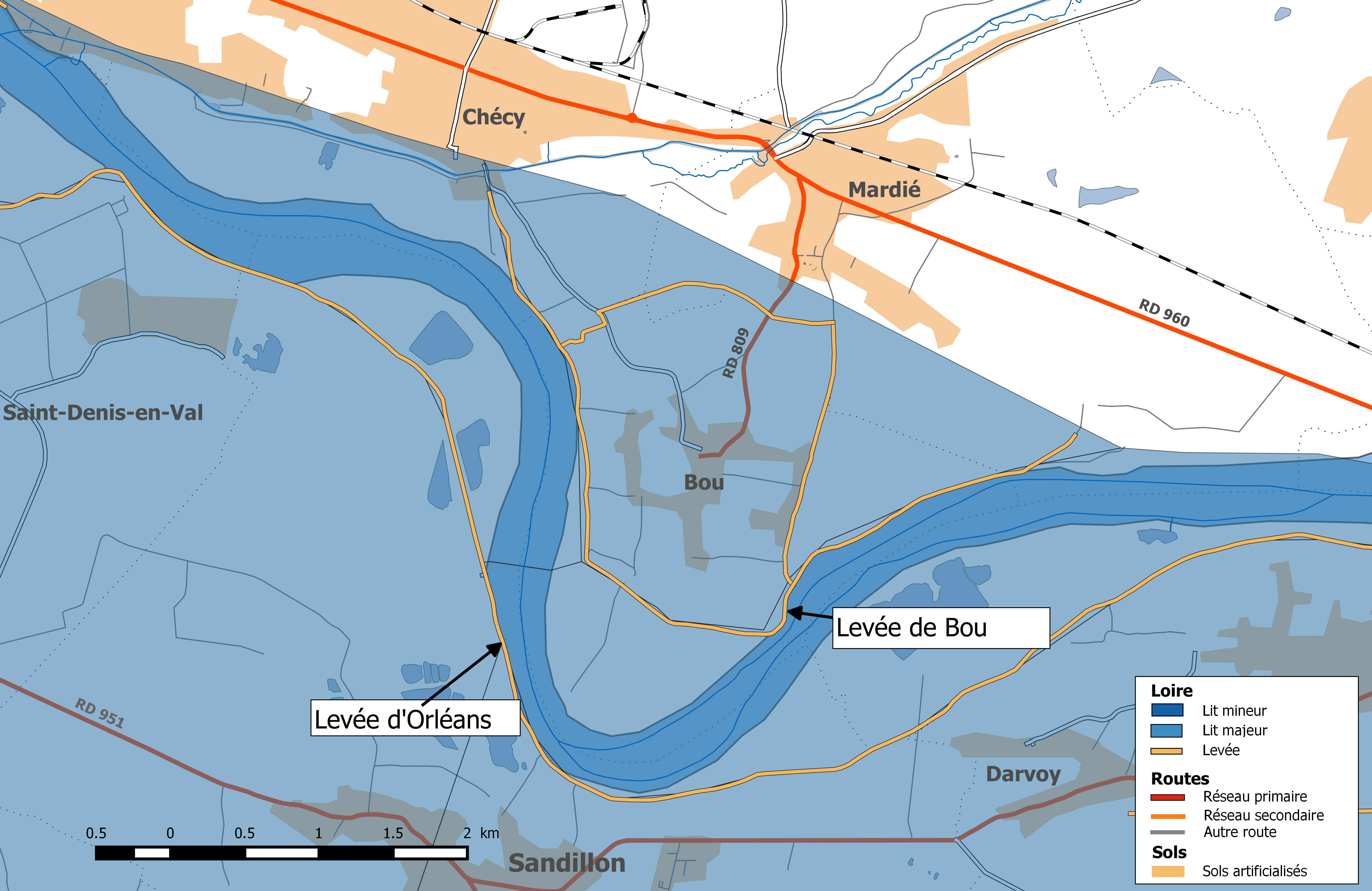
Système d'endiguement du val de Bou.

La Loire est à l'origine des dégâts les plus importants sur la commune en cas de crue majeure. Les crues historiques sont celles de 1846, 1856, 1866 et 1907. Aucune crue n'a atteint depuis 1907 les hauteurs atteintes lors de ces événements catastrophiques.
La totalité de la commune de Bou se trouve en zone inondable, dans le val de Bou, comprenant 94 ha en espaces agricoles, 69 ha en eau, 126 en espaces naturels, 4 en serres et 108 en surfaces urbanisées. 928 personnes résident dons cette zone. D’une superficie de 650 ha, le val de Bou occupe l’intérieur du grand méandre de Sandillon, en rive droite de la Loire. Il ne comporte pas de cours d’eau. Le Cens canalisé (canal d’Orléans) limite ce val au nord-ouest, en bordure de Chécy. Ce val est protégé en totalité par une levée continue, sans déversoir, d’une longueur de 6,75 km. Un important risque de brèches existe pour cette levée dont toute la moitié amont, entre Latingy et le hameau de la Binette, se trouve face au courant, en rive concave de la Loire. Lors des crues du XIXe siècle, plusieurs brèches se sont produites : brèche amont par où les eaux ont envahi le val et brèches aval lors de sa vidange.
Le niveau de protection apparent de la levée de Bou est défini par le niveau de la crue d’occurrence 500 ans (environ 6,1 m à l'échelle de crue d'Orléans). Toutefois, dès la crue de période de retour 70 ans (environ 4,7 m à l'échelle de crue d'Orléans), les premières surverses apparaissent sur la digue du canal et inondent la partie aval du val de Bou. De même, deux niveaux de sûreté ont été différenciés :
- la probabilité de rupture de la digue domaniale ne peut plus être considérée comme négligeable au-delà de la crue de période 170 ans (environ 5,6 m à l'échelle d'Orléans),
- la digue du canal d'Orléans présente un risque non négligeable au-delà de la crue de période de retour 20 ans (3,8 m à l'échelle d'Orléans)

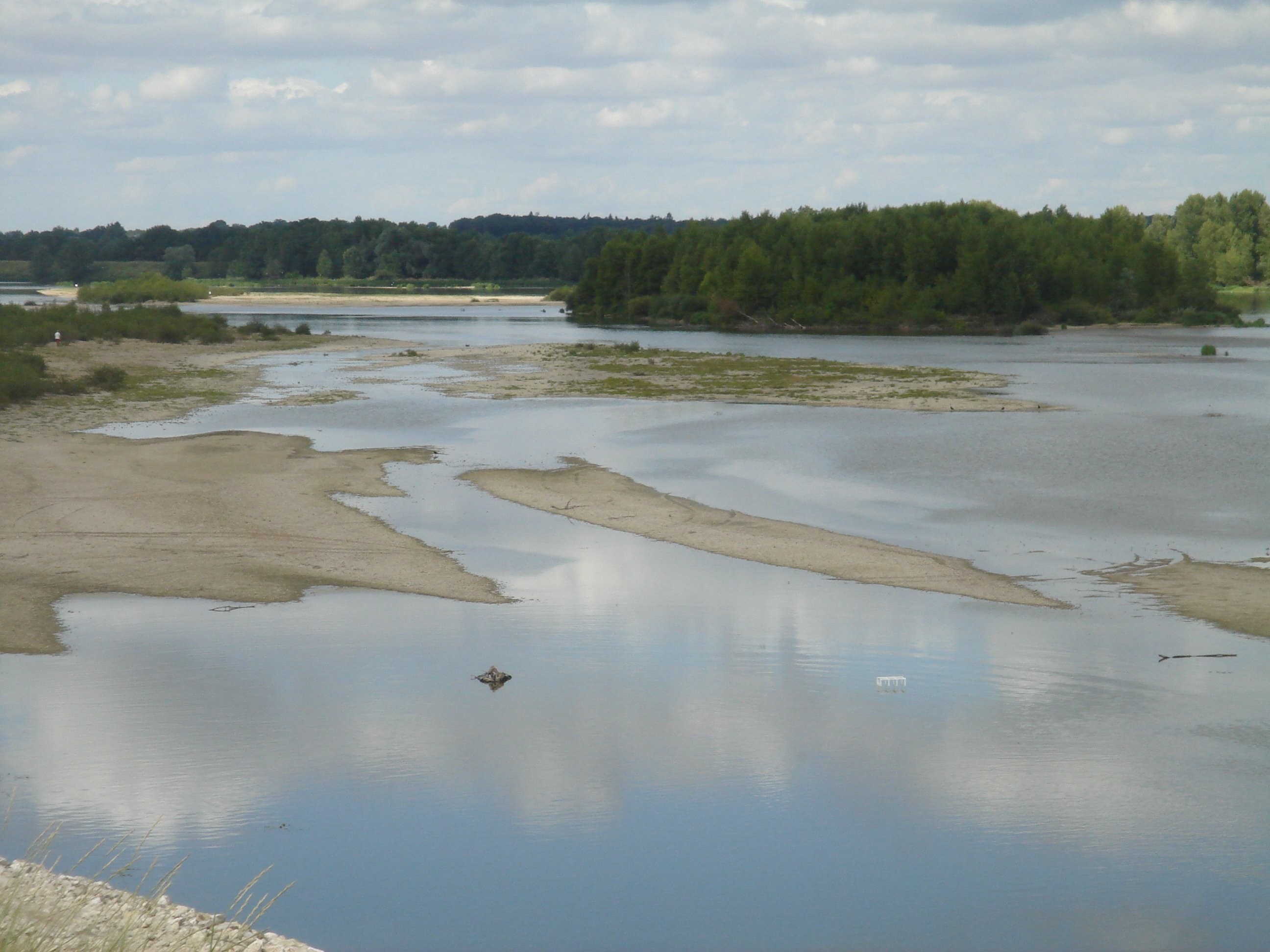
La Loire au niveau du méandre de Bou, vue depuis Sandillon. La forêt des Azins est à l'arrière-plan.

Le val de Bou est ainsi exposé en totalité au risque d’inondation :
- Par remous de la Loire dans le canal d’Orléans : pour la crue de premières surverses, la Loire déverse par-dessus le canal d’Orléans et inonde le val par remous, avec des hauteurs d’eau dans le bourg allant jusqu’à 1 m. Cette inondation s’étend légèrement pour la crue « type XIXe siècle » ;
- Par rupture des digues, avant leur dépassement : le val de Bou peut également être inondé avant la crue de premières surverses, en cas de défaillance des digues. Certains secteurs à risque sont connus, comme le lieu-dit de La Binette.

En outre, la remontée de la nappe alluviale au-dessus du terrain naturel et l’apport des affluents secondaires sont des phénomènes qui peuvent aggraver localement l’ampleur des inondations dans les vals.
Le risque d'inondation est pris en compte dans l'aménagement du territoire de la commune par le biais du Plan de prévention du risque inondation (PPRI) du val d'Orléans - val amont, approuvé le 20 octobre 2015. Deux nouveaux types de zones sont apparues par rapport au précédent PPRI, plus restrictives pour une meilleure protection des usagers : la zone de dissipation d'énergie (ZDE) et la zone d'expansion de crue (ZEC). Dans la ZDE, située immédiatement à l’arrière des levées, qui serait fortement affectée en cas de brèche ou de rupture de digue, toute construction nouvelle est interdite. La ZDE quant à elle correspond aux secteurs naturels ou agricoles qu’il convient  de  préserver pour l’étalement des eaux en cas d’inondation et éviter l’accroissement des risques. Majoritairement agricole et naturelle, la ZDE de la commune de Bou, d'une superficie de 101 ha, présente plusieurs secteurs d'habitat sous forme de petits hameaux.
Deux documents permettent de définir les modalités de gestion de crise et d'organisation des secours : au niveau départemental, le Dispositif ORSEC départemental spécialisé déclenché en cas d'inondation de la Loire, le plan ORSIL, et au niveau communal le plan communal de sauvegarde.

#### Risque de mouvements de terrain
Le territoire de la commune peut être concerné par un risque d'effondrement de cavités souterraines non connues. Une cartographie départementale de l'inventaire des cavités souterraines et des désordres de surface a été réalisée. Il a été recensé sur la commune plusieurs effondrements de cavités.
Par ailleurs le sol du territoire communal peut faire l'objet de mouvements de terrain liés à la sécheresse. Le phénomène de retrait-gonflement des argiles est la conséquence d'un changement d'humidité des sols argileux. Les argiles sont capables de fixer l'eau disponible mais aussi de la perdre en se rétractant en cas de sécheresse. Ce phénomène peut provoquer des dégâts très importants sur les constructions (fissures, déformations des ouvertures) pouvant rendre inhabitables certains locaux. Celui-ci a particulièrement affecté le Loiret après la canicule de l'été 2003. La totalité du territoire de la commune est soumis à un aléa « faible » face à ce risque, selon l'échelle définie par le Bureau de recherches géologiques et minières (BRGM).

#### Risque sismique
La totalité du département est classée en zone de sismicité « très faible ». À ce titre aucune réglementation spécifique ne s'applique aux constructions dites « à risque normal ».

### Climat
Pour des articles plus généraux, voir Climat du Centre-Val de Loire et Climat du Loiret.
En 2010, le climat de la commune est de type climat océanique dégradé des plaines du Centre et du Nord, selon une étude du CNRS s'appuyant sur une série de données couvrant la période 1971-2000. En 2020, Météo-France publie une typologie des climats de la France métropolitaine dans laquelle la commune est exposée à un climat océanique altéré et est dans la région climatique Moyenne vallée de la Loire, caractérisée par une bonne insolation (1 850 h/an) et un été peu pluvieux.
Pour la période 1971-2000, la température annuelle moyenne est de 11 °C, avec une amplitude thermique annuelle de 15,2 °C. Le cumul annuel moyen de précipitations est de 663 mm, avec 11,1 jours de précipitations en janvier et 7,3 jours en juillet. Pour la période 1991-2020, la température moyenne annuelle observée sur la station météorologique de Météo-France la plus proche, sur la commune de Fleury-les-Aubrais à 11 km à vol d'oiseau, est de 11,7 °C et le cumul annuel moyen de précipitations est de 728,8 mm,. Pour l'avenir, les paramètres climatiques de la commune estimés pour 2050 selon différents scénarios d'émission de gaz à effet de serre sont consultables sur un site dédié publié par Météo-France en novembre 2022.

### Milieux naturels et biodiversité

#### Sites Natura 2000
Le réseau Natura 2000 est un réseau européen de sites naturels d’intérêt écologique élaboré à partir des Directives «Habitats » et «Oiseaux ». Ce réseau est constitué de Zones Spéciales de Conservation (ZSC) et de Zones de Protection Spéciale (ZPS). Dans les zones de ce réseau, les États Membres s'engagent à maintenir dans un état de conservation favorable les types d'habitats et d'espèces concernés, par le biais de mesures réglementaires, administratives ou contractuelles. L'objectif est de promouvoir une gestion adaptée des habitats tout en tenant compte des exigences économiques, sociales et culturelles, ainsi que des particularités régionales et locales de chaque État Membre. Les activités humaines ne sont pas interdites, dès lors que celles-ci ne remettent pas en cause significativement l’état de conservation favorable des habitats et des espèces concernés,.
Deux sites Natura 2000 sont répertoriés à Bou.
| Numéro    | Type                       | Nom                                                 | Arrêté                  | Localisation                               |
| --------- | -------------------------- | --------------------------------------------------- | ----------------------- | ------------------------------------------ |
| FR2400528 | SIC (Directive "Habitats") | Vallée de la Loire de Tavers à Belleville-sur-Loire | Arrêté du 13 avril 2007 | Dans les parties est et sud de la commune. |
| FR2410017 | ZPS (Directive "Oiseaux")  | Vallée de la Loire du Loiret                        | Arrêté du 4 mai 2007    | Dans les parties est et sud de la commune. |

Le site de la « Vallée de la Loire de Tavers à Belleville-sur-Loire », d'une superficie de 7 120 ha, concerne 51 communes. La délimitation de ce site Natura 2000 est très proche de celle correspondant à la Directive Oiseaux. L'intérêt majeur du site repose sur les milieux ligériens liés à la dynamique du fleuve, qui hébergent de nombreuses espèces citées en annexe II de la directive Habitats.
Le site de la « Vallée de la Loire du Loiret » s'étend sur 7 684 ha et concerne la vallée de la Loire dans le Loiret. Cette ZPS se poursuit en amont et en aval sur les départements voisins. L'intérêt majeur du site repose sur les milieux et les espèces ligériens liés à la dynamique du fleuve. Ces milieux hébergent de nombreuses espèces citées en annexe I de la directive Oiseaux. Le site est caractérisé par la présence de colonies nicheuses de sterne naine, de sterne pierregarin, et de mouette mélanocéphale. Le site est également lieu de reproduction du bihoreau gris, de l'aigrette garzette, de la bondrée apivore, du milan noir, de l'œdicnème criard, du martin-pêcheur, du pic noir, de la pie-grièche écorcheur. Des sites de pêche du balbuzard pêcheur sont également présents.

Sélection de représentants de l'avifaune de la zone Natura 2000 « Vallée de la Loire du Loiret ».
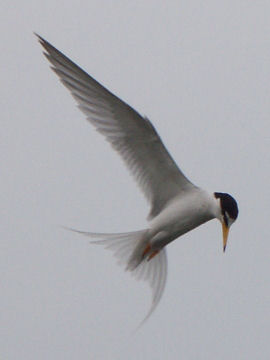
Sterne naine
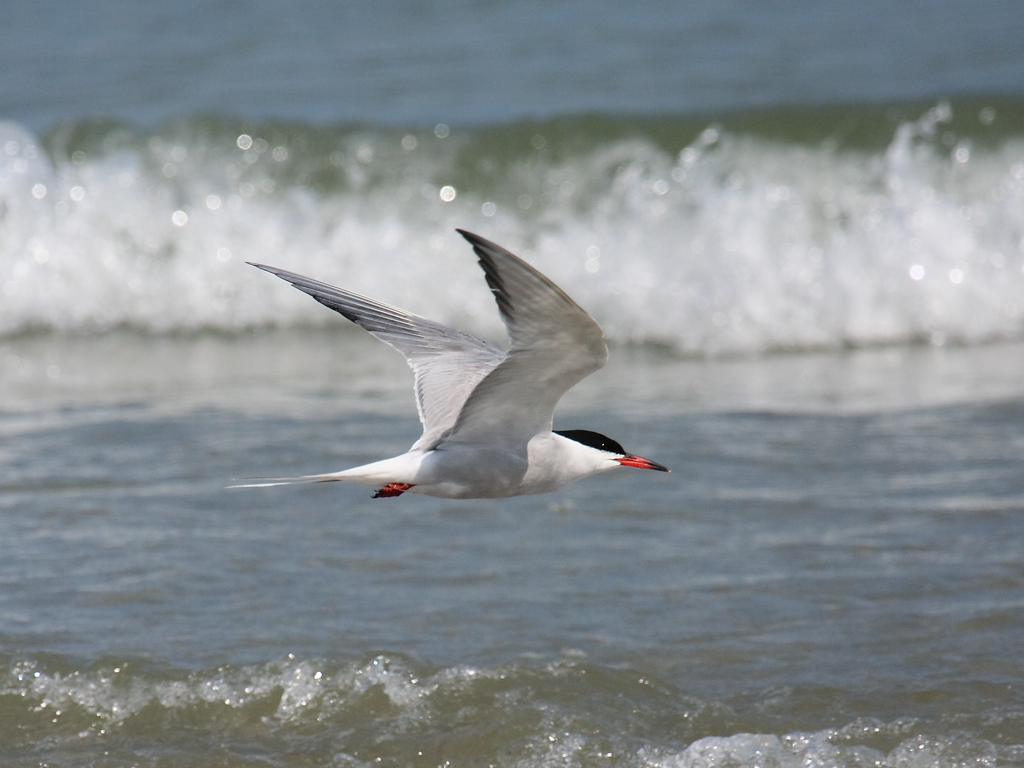
Sterne pierregarin
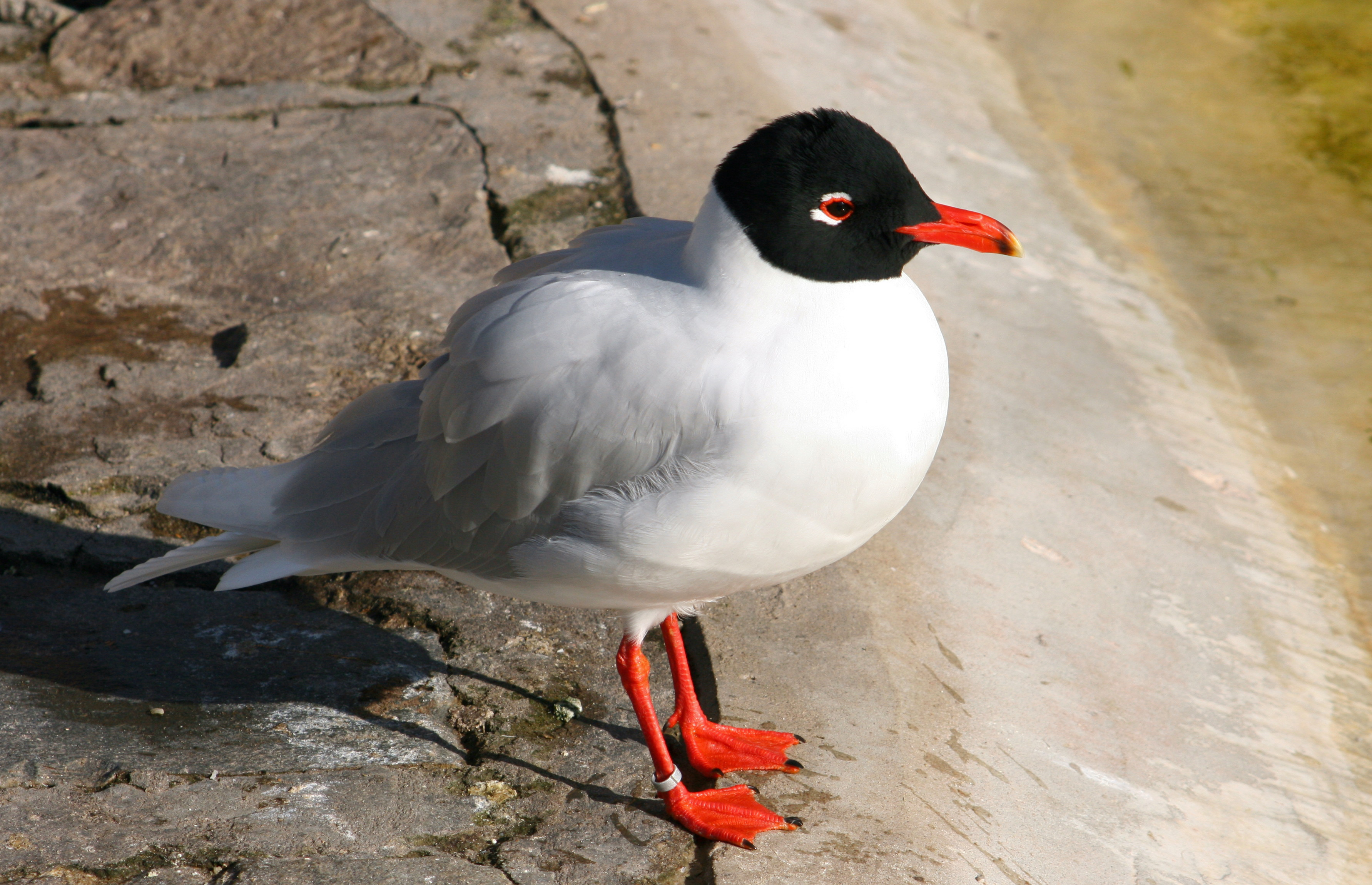
Mouette mélanocéphale
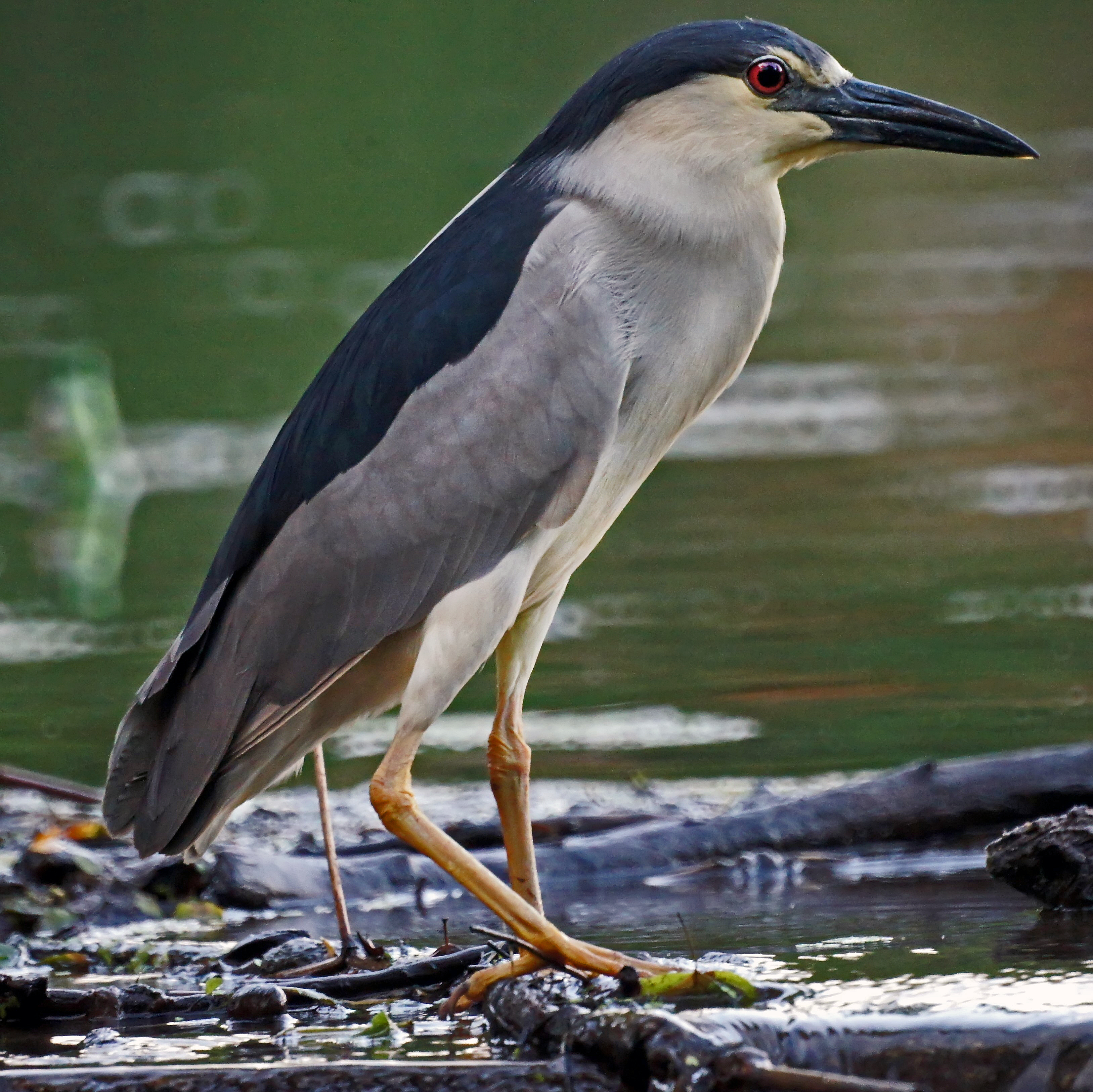
Bihoreau gris
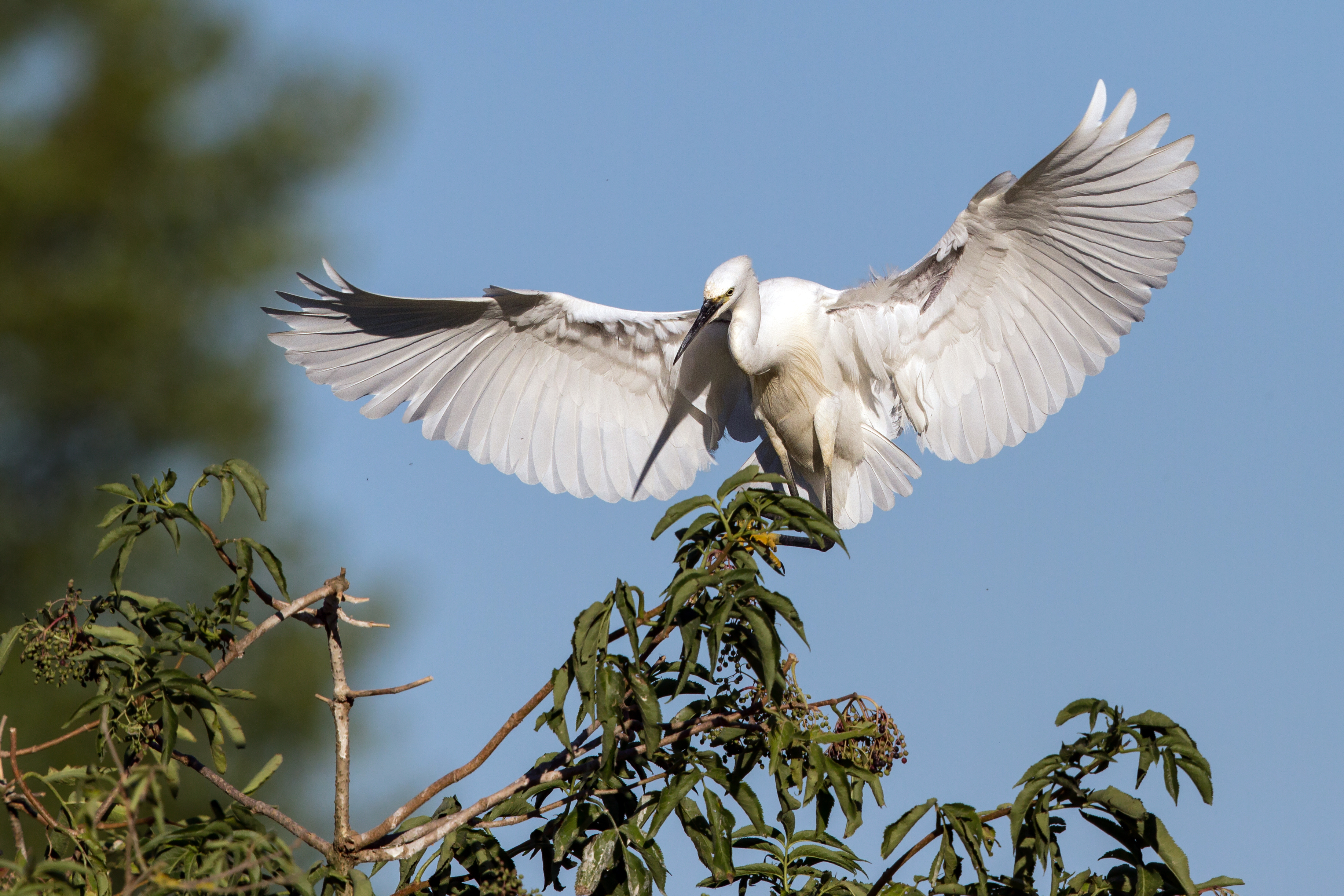
Aigrette garzette
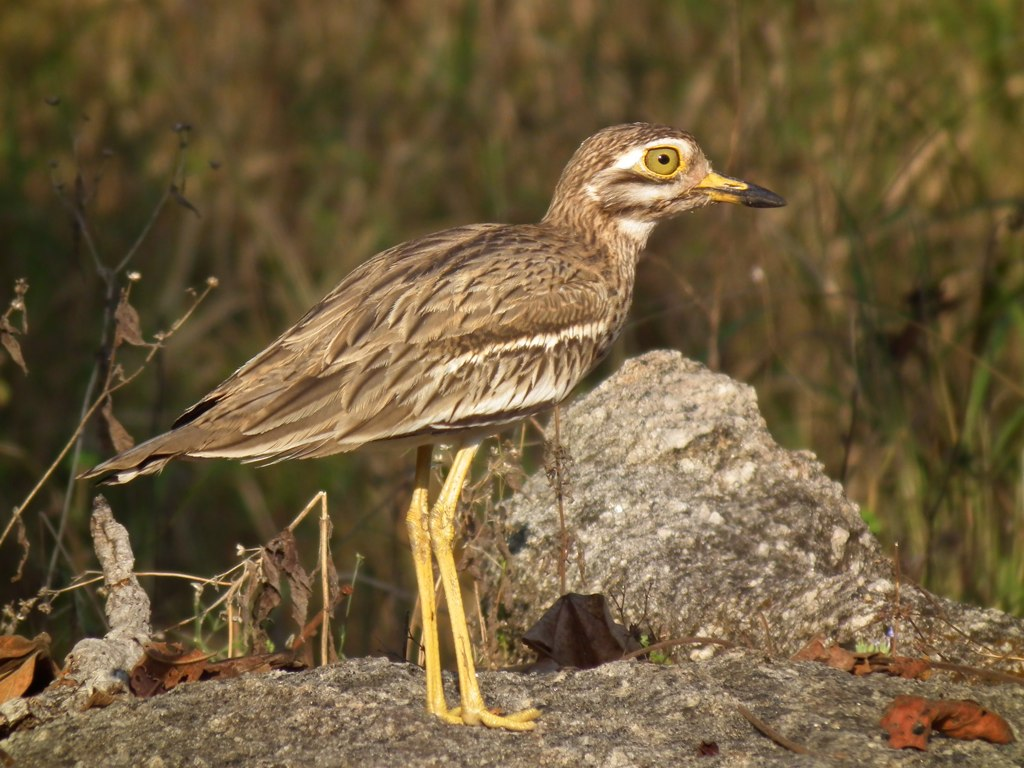
Œdicnème criard
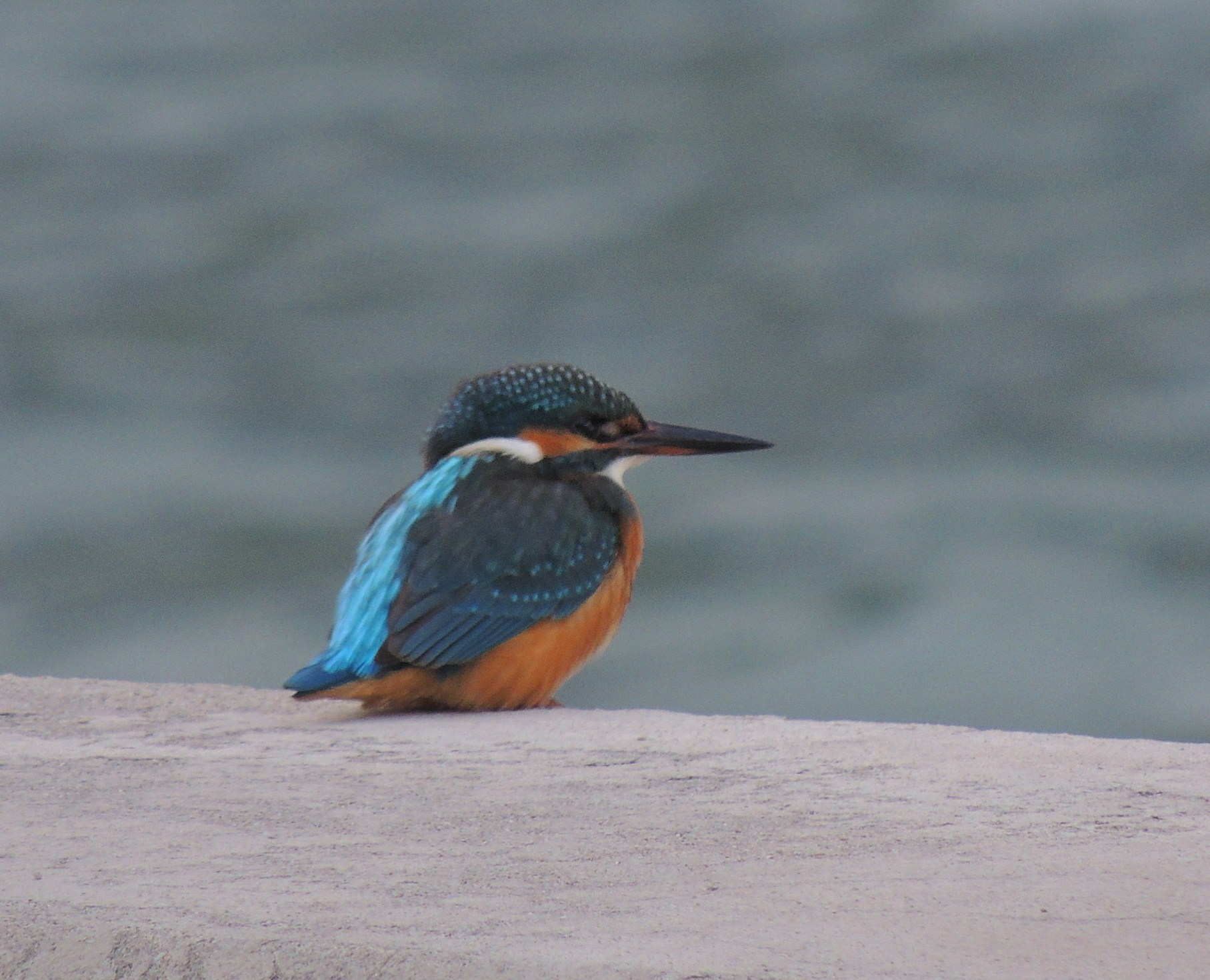
Martin-pêcheur d'Europe

#### Zones nationales d'intérêt écologique, faunistique et floristique
L’inventaire des zones naturelles d'intérêt écologique, faunistique et floristique (ZNIEFF) a pour objectif de réaliser une couverture des zones les plus intéressantes sur le plan écologique, essentiellement dans la perspective d’améliorer la connaissance du patrimoine naturel national et de fournir aux différents décideurs un outil d’aide à la prise en compte de l’environnement dans l’aménagement du territoire. Le territoire communal de Bou comprend trois ZNIEFF.
| Désignation                        | Type   | Superficie  | Description | Carte |
| ---------------------------------- | ------ | ----------- | --- | ----- |
| Grèves d'Albœuf et de la Haute Ile | type 1 | 76 hectares | La zone s'étend sur 3 communes (Bou, Chécy et Sandillon) et se situe à la sortie du méandre de Sandillon, entre les communes de Bou et de Sandillon. Son altitude est de 97 m. La zone comprend plusieurs grèves d'étendue et de forme variables selon le niveau de la Loire et selon les années. Au cours des dernières années, ces grèves ont accueilli l'une des plus importantes colonies de sternes du département.                                                                                   |       |
| Ile aux oiseaux                    | type 1 | 54 hectares | Elle s'étend sur 2 communes (Bou et Sandillon) et se trouve à l'entrée du dernier méandre de la Loire orléanaise, à la limite des communes de Sandillon et de Bou. Son altitude est de 97 m. Cette zone accueille une colonie de sternes depuis le début des années 1970. En 1990, une colonie de mouettes rieuses est venue renforcer l'intérêt de ce site pour les laridés et sternidés. |       |
| La Loire orléanaise                | type 2 | 35 hectares | La zone s'étend sur 41 communes, dont 39 communes dans le Loiret (dont Bou). Elle correspond à la boucle septentrionale du fleuve. Son altitude varie entre 80 et 135 m. Elle se caractérise par un lit mineur largement occupé par des îles et grèves sableuses. Ces milieux soumis au marnage annuel recèlent de multiples habitats plus ou moins temporaires. C'est pratiquement la seule section qui présente des méandres. On observe, sur les basses terrasses, quelques formations sablo-calcaires. |       |

## Urbanisme

### Typologie
Au 1er janvier 2024, Bou est catégorisée commune rurale à habitat dispersé, selon la nouvelle grille communale de densité à sept niveaux définie par l'Insee en 2022.
Elle est située hors unité urbaine. Par ailleurs la commune fait partie de l'aire d'attraction d'Orléans, dont elle est une commune de la couronne,. Cette aire, qui regroupe 136 communes, est catégorisée dans les aires de 200 000 à moins de 700 000 habitants,.

## Transports
- ligne 8 du réseau de la métropole d’Orléans (TAO)

## Histoire
Quelques almanachs retrouvés il y a plusieurs années permettent de se faire une idée de la vie passée des Boumiens. La plupart datent du début du XXe siècle. À cette époque, cette commune est encore très rurale, et l'activité principale est l'agriculture. On trouve surtout des champs de vignes, destinés à produire du vin. En 1905, le maire de Bou est d'ailleurs un négociant en vin. Il y a également quelques cultures de céréales (blé, avoine et orge), de légumes, ainsi que quelques animaux (majoritairement des vaches et des cochons).

## Politique et administration

### Découpage territorial

#### Bloc communal: Commune et intercommunalités
La paroisse de Bou acquiert le statut de municipalité avec le  décret du 12 novembre 1789 de l'Assemblée Nationale puis celui de « commune », au sens de l'administration territoriale actuelle, par le décret de la Convention nationale du 10 brumaire an II (31 octobre 1793). Il faut toutefois attendre la loi du 5 avril 1884 sur l'organisation municipale pour qu'un régime juridique uniforme soit défini pour toutes les communes de France, point de départ de l’affirmation progressive des communes face au pouvoir central.
Aucun événement de restructuration majeure du territoire, de type suppression, cession ou réception de territoire, n'a affecté la commune depuis sa création.
La commune est membre de la Métropole d'Orléans, créée le 24 novembre 1998, depuis le 30 décembre 2000. Cette communauté de communes devient communauté d'agglomération Orléans Val de Loire le 27 décembre 2001 puis communauté urbaine à compter du 1er janvier 2017, sous la dénomination Orléans Métropole, et enfin métropole avec la même dénomination à compter du 1er mai 2017.

#### Circonscriptions de rattachement
Sous l'Ancien Régime, à la veille des États généraux de 1789, la paroisse de Bou était rattachée sur le plan ecclésiastique à l'ancien diocèse d'Orléans, sur le plan judiciaire au bailliage d'Orléans , sur le plan militaire au gouvernement d'Orléans et sur le plan administratif à la généralité d'Orléans, élection d'Orléans,.
La loi du 22 décembre 1789 divise le pays en 83 départements découpés chacun en six à neuf districts eux-mêmes découpés en cantons regroupant des communes. Les districts, tout comme les départements, sont le siège d’une administration d’État et constituent à ce titre des circonscriptions administratives. La commune de Bou est alors incluse dans le canton de Saint-Denis-de-l'Hôtel, le district d'Orléans et le département du Loiret.
La recherche d’un équilibre entre la volonté d’organiser une administration dont les cadres permettent l’exécution et le contrôle des lois d’une part, et la volonté d’accorder une certaine autonomie aux collectivités de base (paroisses, bourgs, villes) d’autre part, s’étale de 1789 à 1838. Les découpages territoriaux évoluent ensuite au gré des réformes visant à décentraliser ou recentraliser l'action de l'État. La régionalisation fonctionnelle des services de l'État (1945-1971) aboutit à la création de régions. L'acte I de la décentralisation de 1982-1983 constitue une étape importante en donnant l'autonomie aux collectivités territoriales, régions, départements et communes. L'acte II intervient en 2003-2006, puis l'acte III en 2012-2015.
Le tableau suivant présente les rattachements, au niveau infra-départemental, de la commune de Bou aux différentes circonscriptions administratives et électorales ainsi que l'historique de l'évolution de leurs territoires.
| Circonscription             | Nom                    | Période   | Type                         | Évolution du découpage territorial |
| --------------------------- | ---------------------- | --------- | ---------------------------- | --- |
| District                    | Orléans                | 1790-1795 | Administrative               | La commune est rattachée au district d'Orléans de 1790 à 1795,. La Constitution du 5 fructidor an III, appliquée à partir de vendémiaire an IV (1795) supprime les districts, rouages administratifs liés à la Terreur, mais maintient les cantons qui acquièrent dès lors plus d'importance. |
| Canton                      | Saint Denis de l'Hôtel | 1790-1801 | Administrative et électorale | Le 10 février 1790, la municipalité de Bou est rattachée au canton de Saint Denis de l'Hôtel,. Les cantons sont supprimés, en tant que découpage administratif, par une loi du 26 juin 1793, et ne conservent qu'un rôle électoral. Ils permettent l’élection des électeurs du second degré chargés de désigner les députés. Les cantons acquièrent une fonction administrative avec la disparition des districts en 1795. |
| Canton                      | Chécy                  | 1801-1806 | Administrative et électorale | Sous le Consulat, un redécoupage territorial visant à réduire le nombre de justices de paix ramène le nombre de cantons dans le Loiret de 59 à 31. Bou est alors rattachée par arrêté du 9 vendémiaire an X (30 septembre 1801) au canton de Chécy, sous le nom de Bon,. |
| Canton                      | Orléans-Nord-Est       | 1806-1973 | Administrative et électorale | En 1806, la commune est rattachée au canton d'Orléans-Nord-Est, un canton nouveau formé d'une commune de l'ancien canton d'Ingré, supprimé, de sept communes issues du canton de Neuville et de trois issues du canton de Patay. |
| Canton                      | Saint-Jean-de-Braye    | 1973-1982 | Administrative et électorale | En 1973, la commune est rattachée au canton de Saint-Jean-de-Braye. |
| Canton                      | Chécy                  | 1982-2015 | Administrative et électorale | En 1982, la commune est rattachée au canton de Chécy. |
| Canton                      | Saint-Jean-de-Braye    | 2015-     | Électorale                   | La loi du 17 mai 2013 et ses décrets d'application publiés en février et mars 2014 introduisent un nouveau découpage territorial pour les élections départementales. La commune est alors rattachée au nouveau canton de Saint-Jean-de-Braye. Depuis cette réforme, plus aucun service de l'État n'exerce sa compétence sur un territoire s'appuyant sur le nouveau découpage cantonal. Le canton a disparu en tant que circonscription administrative de l'État ; il est désormais uniquement une circonscription électorale destinée à l'élection d'un binôme de conseillers départementaux siégeant au conseil départemental. |
| Arrondissement              | Orléans                | 1801-     | Administrative               | Bon est rattachée à l'arrondissement d'Orléans depuis sa création en 1801,. |
| Circonscription législative | 6e circonscription     | 2010-     | Électorale                   | Lors du découpage législatif de 1986, le nombre de circonscriptions législatives passe dans le Loiret de 4 à 5. Un nouveau redécoupage intervient en 2010 avec la loi du 23 février 2010. En attribuant un siège de député « par tranche » de 125 000 habitants, le nombre de circonscriptions par département varie désormais de 1 à 21,. Dans le Loiret, le nombre de circonscriptions passe de cinq à six. Bou, initialement rattachée à la troisième circonscription, est, après 2010, rattachée à la sixième circonscription.                                                                                               |

#### Collectivités de rattachement
La commune de Bou est rattachée au département du Loiret et à la région Centre-Val de Loire, à la fois circonscriptions administratives de l'État et collectivités territoriales.

### Politique et administration municipales

#### Conseil municipal et maire
Depuis les élections municipales de 2014, le conseil municipal  de Bou, commune de moins de 1 000 habitants, est élu au scrutin majoritaire plurinominal à deux tours, les électeurs pouvant modifier les listes, panacher, ajouter ou supprimer des candidats sans que le vote soit nul, pour un mandat de six ans renouvelable. Il est composé de 15 membres. L'exécutif communal est constitué par le maire, élu par le conseil municipal, parmi ses membres, pour un mandat de six ans, soit la durée du mandat du conseil.
| Période | Période  | Identité         | Étiquette | Qualité   |
| ------- | -------- | ---------------- | --------- | --------- |
| 1995    | 2001     | Guy Marois       |           |           |
| 2001    | 2017     | Nicole Wojcik    | PS        |           |
| 2017    | 2020     | Michèle Blanluet | DVG       | Retraitée |
| 2020    | En cours | Bruno Cœur       | EÉLV      |           |

## Équipements et services publics

### Gestion de l'eau

#### Eau potable
Le service public d’eau potable est une compétence obligatoire des communes depuis  l’adoption de la loi du 30 décembre 2006 sur l’eau et les milieux aquatiques.  La production et la distribution de l'eau potable sur le territoire communal était assurée en régie jusqu'au 1er janvier 2017, par le syndicat intercommunal d'alimentation en eau potable (SIAEP) Vals Loire Bionne & Cens. La gestion de l’eau étant une compétence obligatoire des communautés urbaines et des métropoles, la communauté urbaine Orléans Métropole s'est substituée à la commune pour la mise en œuvre du service public d'eau potable lors de la transformation de la communauté d'agglomération Val de Loire en communauté urbaine le 1er janvier 2017, puis c'est la métropole Orléans Métropole qui prend cette compétence le 1er mai 2017.

#### Eaux usées
La compétence assainissement, qui recouvre obligatoirement la collecte, le transport et l’épuration des eaux usées, l’élimination des boues produites, ainsi que le contrôle des raccordements aux réseaux publics de collecte, est assurée  depuis le 1er janvier 2002 par la Communauté de l'Agglomération Orléans Val de Loire, puis le 1er janvier 2017 par la communauté urbaine et enfin depuis le 1er mai 2017 par Orléans Métropole.
Depuis le 1er mai 2016, la métropole a signé un contrat de délégation de service public avec la société Suez Environnement pour l'exploitation des réseaux et ouvrages d'assainissement de 11 communes du territoire métropolitain dont Bou. Le réseau comprend un réseau séparatif eaux usées de 7 299 ml et un réseau d'eaux pluviales de 2 102 ml. Sur la commune, on  compte 2 stations de relevage pour les eaux usées. Ces stations peuvent contenir de une à quatre pompes  dont les puissances peuvent varier de 1,3 kW à 140 kW (soit de 3 l/s à 450 l/s).
Un zonage d'assainissement, qui délimite les zones d'assainissement collectif, les zones d'assainissement non collectif et le zonage pluvial a été réalisé par l’AgglO et a été approuvé par  délibération du  conseil de communauté du 15 avril 2004. 
La commune est raccordée à la station d'épuration de Chécy. Cet équipement, dont la capacité est de 25 000 EH, a été mis en service le 1er janvier 1980 et son exploitation est assurée depuis mai 2016 par Véolia.

### Gestion des déchets

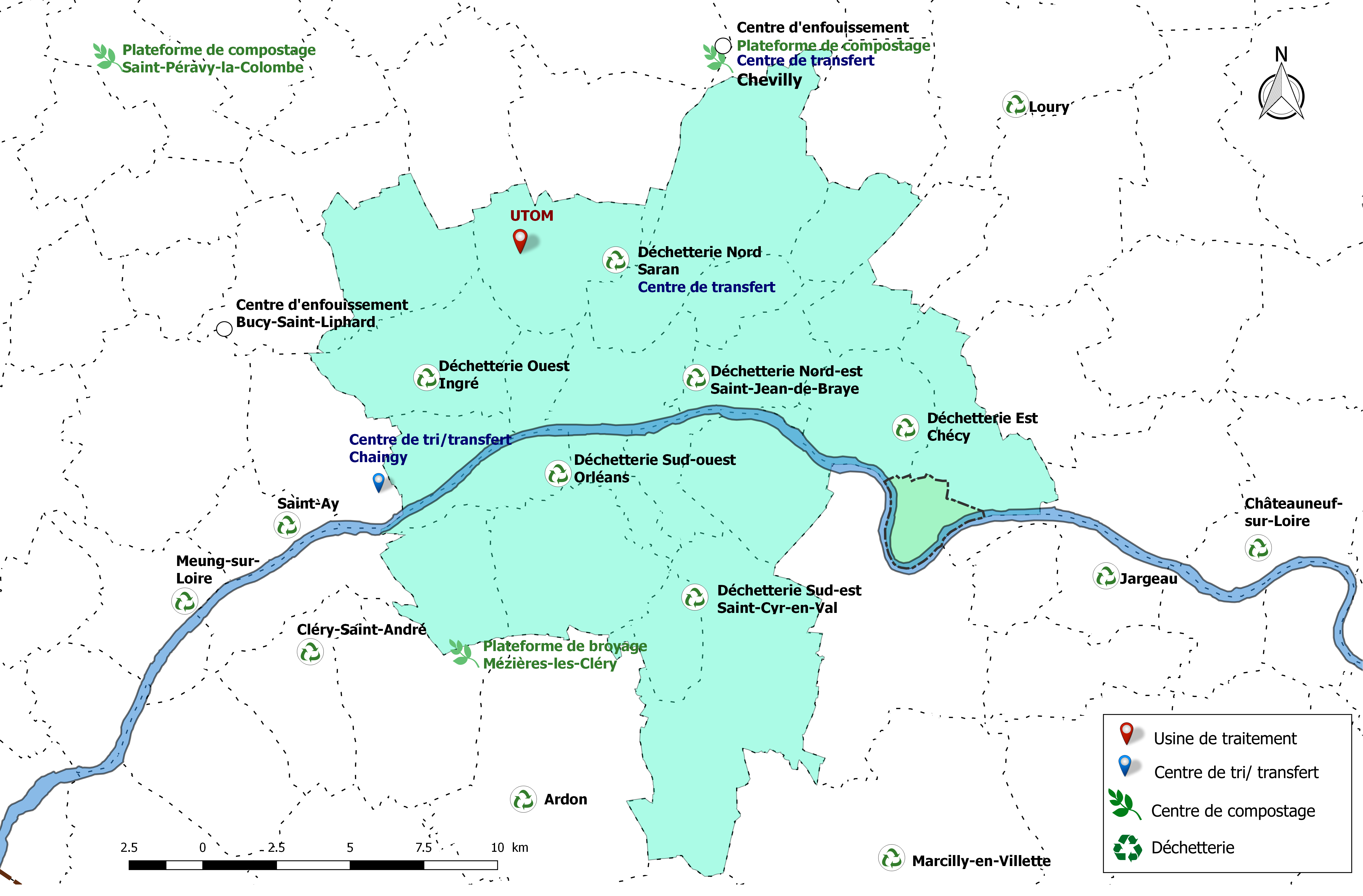
Sites de collecte, de traitement et de valorisation des déchets de la communauté urbaine d'Orléans Métropole, avec localisation de la commune de Bou.

La collecte, le traitement et la valorisation des déchets est une compétence exclusive de la communauté urbaine Orléans Métropole depuis 2000 (l'intercommunalité était alors communauté de communes). La collecte des déchets ménagers (résiduels et multimatériaux) est effectuée en porte-à-porte sur toutes les communes de la communauté urbaine. Un réseau de six déchèteries accueille les encombrants et autres déchets spécifiques (déchets verts, déchets dangereux, gravats, cartons…).
Une unité de traitement permettant la valorisation énergétique (l’incinération des déchets ménagers résiduels) et la valorisation matière des autres déchets (corps creux, corps plats et multimatériaux) est en service sur la commune de Saran depuis 1996. Elle est exploitée par la société ORVADE, filiale du groupe Veolia.

### Enseignement
Bou est situé dans l'académie d'Orléans-Tours et dans la circonscription d'Orléans-Est. La commune possède une école primaire.

## Population et société

### Démographie
L'évolution du nombre d'habitants est connue à travers les recensements de la population effectués dans la commune depuis 1793. Pour les communes de moins de 10 000 habitants, une enquête de recensement portant sur toute la population est réalisée tous les cinq ans, les populations de référence des années intermédiaires étant quant à elles estimées par interpolation ou extrapolation. Pour la commune, le premier recensement exhaustif entrant dans le cadre du nouveau dispositif a été réalisé en 2004.
En 2022, la commune comptait 1 019 habitants, en évolution de +8,87 % par rapport à 2016 (Loiret : +1,89 %, France hors Mayotte : +2,11 %).
| 1793 | 1800 | 1806 | 1821 | 1831 | 1836 | 1841 | 1846 | 1851 |
| ---- | ---- | ---- | ---- | ---- | ---- | ---- | ---- | ---- |
| 689  | 586  | 617  | 675  | 674  | 665  | 630  | 617  | 571  |

| 1856 | 1861 | 1866 | 1872 | 1876 | 1881 | 1886 | 1891 | 1896 |
| ---- | ---- | ---- | ---- | ---- | ---- | ---- | ---- | ---- |
| 581  | 512  | 517  | 523  | 516  | 531  | 535  | 505  | 503  |

| 1901 | 1906 | 1911 | 1921 | 1926 | 1931 | 1936 | 1946 | 1954 |
| ---- | ---- | ---- | ---- | ---- | ---- | ---- | ---- | ---- |
| 506  | 505  | 502  | 434  | 452  | 446  | 455  | 431  | 428  |

| 1962 | 1968 | 1975 | 1982 | 1990 | 1999 | 2004 | 2006 | 2009 |
| ---- | ---- | ---- | ---- | ---- | ---- | ---- | ---- | ---- |
| 415  | 499  | 567  | 580  | 705  | 846  | 908  | 911  | 895  |

| 2014 | 2019  | 2022  | - | - | - | - | - | - |
| ---- | ----- | ----- | - | - | - | - | - | - |
| 902  | 1 002 | 1 019 | - | - | - | - | - | - |

### Manifestations et festivités
- La culture de la vigne et l'élevage du vin ayant depuis longtemps marqué la commune de Bou, mais aussi ses voisines Mardié et Chécy, on y célèbre vers le 22 janvier, jour de la Saint-Vincent, la Fête des vignerons[95].
- La Fête à la Binette, créée en juillet 1946 a lieu tous les deux ans, fin août-début septembre.

La Binette, lieu aménagé pour l'accostage des bateaux de Loire, possède des équipements récréatifs et sportifs.
- La Fête au Village a lieu tous les ans un week-end proche du 23 avril.

## Culture locale et patrimoine

### Lieux et monuments

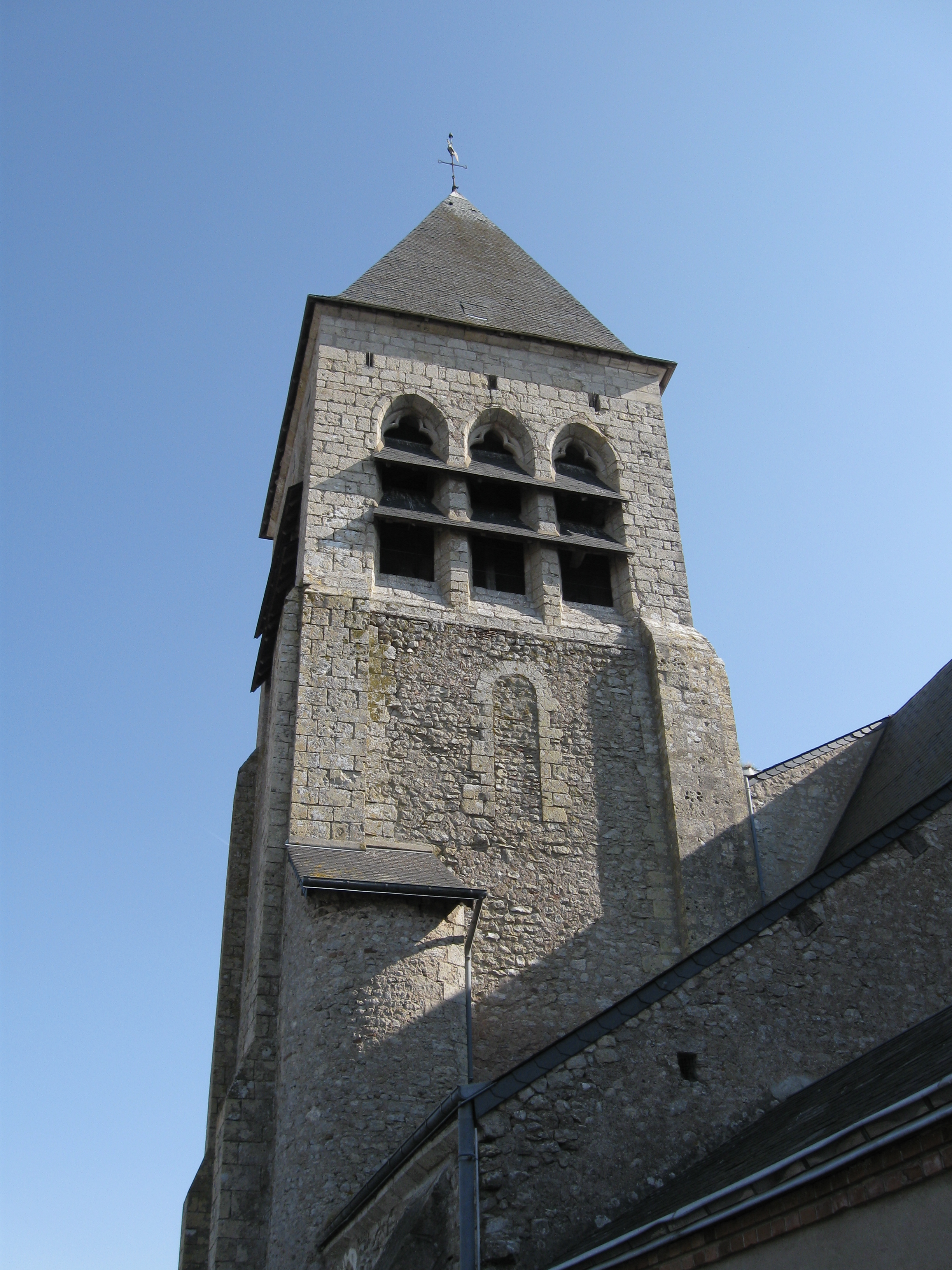
L'église Saint-Georges.

- La commune est située dans la zone de protection spéciale vallée de la Loire du Loiret du réseau Natura 2000[97].
- L'église Saint-Georges datant des XIe, XIIe et XVe siècles et partiellement classée monument historique : clocher et chœur depuis 1922 ; nef et bas-côtés classés depuis 1935[98] ;
- Une distillerie datant de 1920 est conservée, elle n'est plus en fonction depuis 1980 et a été transformée en maison de la distillation en 2008[99] ;
- En bord de Loire :

1. l'île aux Oiseaux,
2. la levée de la Loire,
3. la Binette, lieu aménagé pour l'accostage des bateaux de Loire, et
4. le sentier de grande randonnée 3 (GR3) qui emprunte la levée.

### Patrimoine mondial de l'Unesco
Le 30 novembre 2000, le Val de Loire, dans son cours moyen de Sully-sur-Loire (Loiret) à Chalonnes-sur-Loire (Maine-et-Loire), est inscrit sur la Liste du patrimoine mondial de l'organisation des Nations unies pour l'éducation, la science et la culture (UNESCO) comme « paysage culturel ». Cette inscription reconnaît au site une « valeur universelle exceptionnelle » fondée sur la densité de son patrimoine monumental, architectural et urbain, l'intérêt du paysage fluvial et la qualité exceptionnelle d’expressions paysagères héritées de la Renaissance et du Siècle des Lumières. Toute altération de la V.U.E. est considérée comme une perte pour la mémoire de l’Humanité.
Le préfet de la région Centre, préfet coordonnateur, approuve le plan de gestion pour le Val de Loire patrimoine mondial par arrêté en date du 15 novembre 2012. Trente-cinq communes du Loiret sont concernées, dont Bou qui a son territoire totalement inscrit.

### Personnalités liées à la commune
- Pierre Picault (27 février 1899 - 20 novembre 2008), qui fut le dernier survivant français de la Première Guerre mondiale, a vécu toute sa vie à Bou[104].

## Pour approfondir

#### Ouvrages
- Louis Marie Prudhomme, Dictionnaire géographique et méthodique de la République française en 120 départements, volume 1, Paris, Louis Marie Prudhomme, 1798, 673 p. (lire en ligne).
- Camille Bloch, Cahiers de doléances du bailliage d'Orléans pour les États généraux de 1789 - tome 1, Orléans, Ministère de l'Instruction publique, 1906 (lire en ligne)
- Camille Bloch, Cahiers de doléances du bailliage d'Orléans pour les États généraux de 1789 - tome 2, Orléans, Ministère de l'Instruction publique, 1907 (lire en ligne)
- Collectif, Loiret : un département à l'élégance naturelle, Paris, Christine Bonneton, 2 septembre 1998, 319 p. (ISBN 978-2-86253-234-9)
- Abbé Patron, Département du Loiret : Dictionnaire des communes, Paris, Comédit, 1991, réédition de 1870, 511 p. (ISBN 978-2-909112-01-5 et 2-909112-01-2)
- Claude Motte, Isabelle Séguy & Christine Théré, avec la collaboration de Dominique Tixier-Basse, Communes d’hier, communes d’aujourd’hui : Les communes de la France métropolitaine, 1801-2001. Dictionnaire d’histoire administrative, Paris, Institut National d’Études Démographiques,, 2003, 408 p. (ISBN 978-2-7332-1028-4, présentation en ligne)

#### Rapports
- Plan de prévention des risques d'inondations dans le Val d'Orléans - val amont : Rapport de présentation, 20 janvier 2015 (lire en ligne) - Règlement- Carte du zonage réglementaire de Bou
- Rapport 2015 sur le prix et la qualité du service public d'assainissement (lire en ligne)
- Les services publics d'eau et d'assainissement (lire en ligne)